# ادمون باريس
ادمون باريس (بالفرنسية: Edmond Paris)‏ هو كاتب مقالات وفيلسوف فرنسي، ولد في 25 يناير 1894 في باريس في فرنسا، وتوفي في 1970.